# Алберт Мартін (яхтсмен)
Алберт Мартін (англ. Albert Martin, 19 століття — 20 століття) — британський яхтсмен.
Олімпійський чемпіон 1908 року в класі 12 метрів.